# Atlassångare

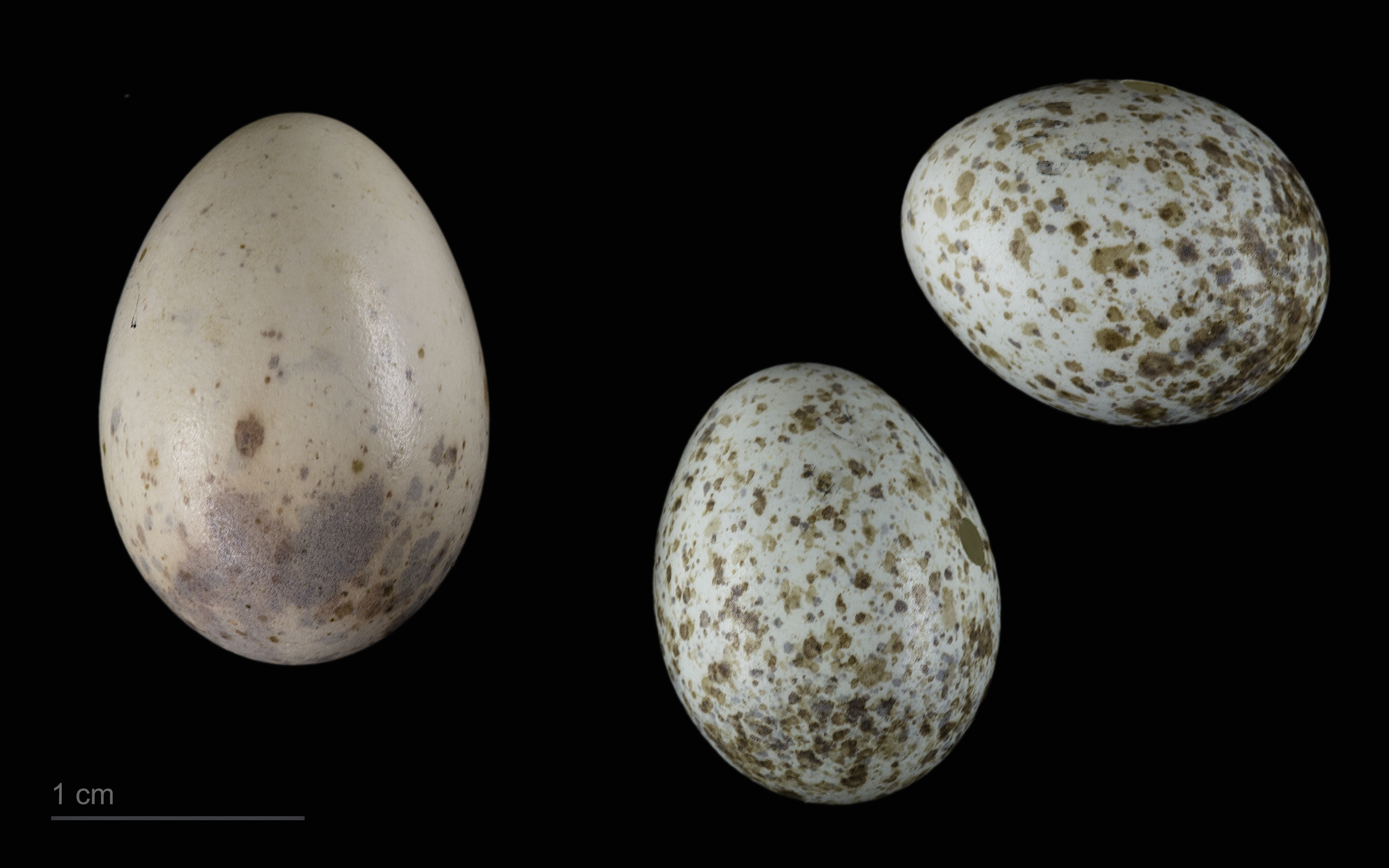
Cuculus canorus bangsi + Sylvia deserticola

Atlassångare (Curruca deserticola) är en fågel i familjen sylvior inom ordningen tättingar. Arten häckar i nordvästra Afrika i Marocko, Algeriet och Tunisien, där den är i stort sett stannfågel. IUCN kategoriserar den som livskraftig.

## Fältkännetecken

### Utseende
Atlassångaren är en relativt liten och långstjärtad Curruca-sångare med en kroppslängd på 11,5-12,5 centimeter. Den liknar både glasögonsångaren och rödstrupig sångare, med den förras rostbruna vinge och vita ögonring och den senares tegelröda undersida, grå ovansida och vita mustaschstreck. Den håller sin långa stjärt olikt glasögonsångaren ofta rest. Unga fåglar på hösten är till förväxling lik glasögonsångaren men är mer beige på bröstet.

### Läten
Atlassångaren sjunger likt flera andra Curruca-arter med sin snabb och kvittrig ramsa och inflikande korta visseltoner. Den är lika snabb som provencesångarens, men mer varierad.

## Utbredning och systematik
Atlassångaren är en stannfågel i nordvästra Afrika. Vintertid flyttar en del individer söderut till planare mark. Tongivande internationella taxonomiska auktoriteterna IOC och Clements m.fl. delar upp den i två underarter med följande utbredning:
- Curruca deserticola maroccana – förekommer i Marocko och i Atlasbergen i västra Algeriet.
- Curruca deserticola deserticola – förekommer i Atlasbergen och Aurès i Algeriet och i intilliggande områden i Tunisien

Tidigare delade man in den i den tredje underarten ticehursti (R. Meinertzhagen 1939) som bara var känd från några enstaka specimen i Marocko och västra Algeriet, men detta taxon har inte officiell status idag.
I verket Handbook of Western Palearctic Birds (Shirihai & Svensson 2018) föreslås istället att den bör behandlas som monotypisk, det vill säga att den inte delas in i några underarter.
Arten är en mycket sällsynt gäst utanför utbredningsområdet, med enstaka fynd i Kanarieöarna, Gibraltar, Italien, Frankrike, på spanska fastlandet samt på Malta.

### Släktestillhörighet
Arten placeras traditionellt i släktet Sylvia. Genetiska studier visar dock att Sylvia består av två klader som skildes åt för hela 15 miljoner år sedan. Sedan 2020 delar BirdLife Sverige och tongivande internationella auktoriteten International Ornithological Congress (IOC) därför upp Sylvia i två skilda släkten, varvid atlassångaren förs till Curruca. Även eBird/Clements följde efter 2021. Atlassångaren är närmast släkt med tamarisksångare (Curruca mystacea).

## Ekologi
Fågeln häckar i bergiga områden på mellan 900 och 1 600 meters höjd över havet, eller hedar med buskvegetation. Vintertid påträffas den ofta på planare och lägre nivå i exempelvis torr stäpp eller halvöken.

### Föda
Atlassångaren lever främst av små leddjur, som maskar, larver, myror och skalbaggar. Troligen intar den även frukt under hösten. Den födosöker främst lågt i gräs och buskar, ofta även på marken.

### Häckning
Häckningssäsongen äger rum huvudsakligen mellan maj och juli, men inleds så sent som maj på högre nivåer. Den verkar ha ett monogamt häckningsmönster. Den lägger tre till fem ägg i ett bo av gräs placerat en till en och en halv meter ovan mark i en buske.

## Status och hot
Arten har ett stort utbredningsområde och en stor population. Utifrån dessa kriterier kategoriserar IUCN arten som livskraftig (LC). Den beskrivs som tämligen allmän och lokalt allmän.